# Sam Grewe
Samuel Grewe, meglio noto semplicemente come Sam Grewe (Goshen, 10 giugno 1998), è un atleta paralimpico statunitense specializzato nel salto in alto e classificato T63 a causa di un osteosarcoma al ginocchio destro che lo ha portato all'amputazione della gamba.

## Biografia
All'età di 13 anni gli fu diagnosticato un osteosarcoma dietro al ginocchio destro. Fu sottoposto a un intervento chirurgico che vide l'amputazione del ginocchio e di parte della gamba e la sua caviglia sarebbe dovuta essere posizionata in sostituzione del ginocchio, ma decise di ricorrere alla sola amputazione per poter continuare a gareggiare. Ha iniziato a praticare l'atletica leggera nel 2014, all'età di 16 anni, su suggerimento del suo protesista.
Nel 2015 ha partecipato mondiali paralimpici di Lione, conquistando il suo primo titolo iridato nel salto in alto T42. L'anno successivo è stato medaglia d'argento ai Giochi paralimpici di Rio de Janeiro, sempre nel salto in alto T42.
Ai campionati mondiali paralimpici di Londra 2017 si è riconfermato campione del mondo nel salto in alto T42. Successivamente, nel 2019 ha iniziato a gareggiare con una protesi, passando così dalla classe T42 alla T63; quell'anno ha conquistato la medaglia d'oro nel salto in alto T42-47/63-64 ai Giochi parapanamericani di Lima e nel salto in alto T63 ai mondiali paralimpici di Dubai.
Nel 2021 ha preso parte ai Giochi paralimpici di Tokyo dove ha conquistato la medaglia d'oro nel salto in alto T63.

## Palmarès
| Anno | Manifestazione          | Sede           | Evento                     | Risultato | Prestazione | Note |
| ---- | ----------------------- | -------------- | -------------------------- | --------- | ----------- | ---- |
| 2015 | Mondiali paralimpici    | Doha           | Salto in alto T42          | Oro       | 1,81 m      |      |
| 2016 | Giochi paralimpici      | Rio de Janeiro | Salto in alto T42          | Argento   | 1,86 m      |      |
| 2017 | Mondiali paralimpici    | Londra         | Salto in alto T42          | Oro       | 1,86 m      |      |
| 2019 | Giochi parapanamericani | Lima           | Salto in alto T42-47/63-64 | Oro       | 1,90 m      |      |
| 2019 | Mondiali paralimpici    | Dubai          | Salto in alto T63          | Oro       | 1,86 m      |      |
| 2021 | Giochi paralimpici      | Tokyo          | Salto in alto T63          | Oro       | 1,88 m      |      |
| 2024 | Mondiali paralimpici    | Kōbe           | Salto in alto T63          | Bronzo    | 1,82 m      |      |